# Chapelle Notre-Dame-de-la-Joie de Penmarc'h
La chapelle Notre-Dame-de-la-Joie est un édifice de culte catholique exposé sur une rive de l'océan Atlantique, dans l'ouest de la commune de Penmarc'h, en pays Bigouden, dans le département du Finistère, en région Bretagne.

## Localisation
La chapelle et son calvaire sont situés dans l'ouest de la commune de Penmarc'h, rue de la Joie, sur le GR 34, au plus près de la mer, entre les ports de Saint-Pierre et de Saint-Guénolé,,.

## Historique

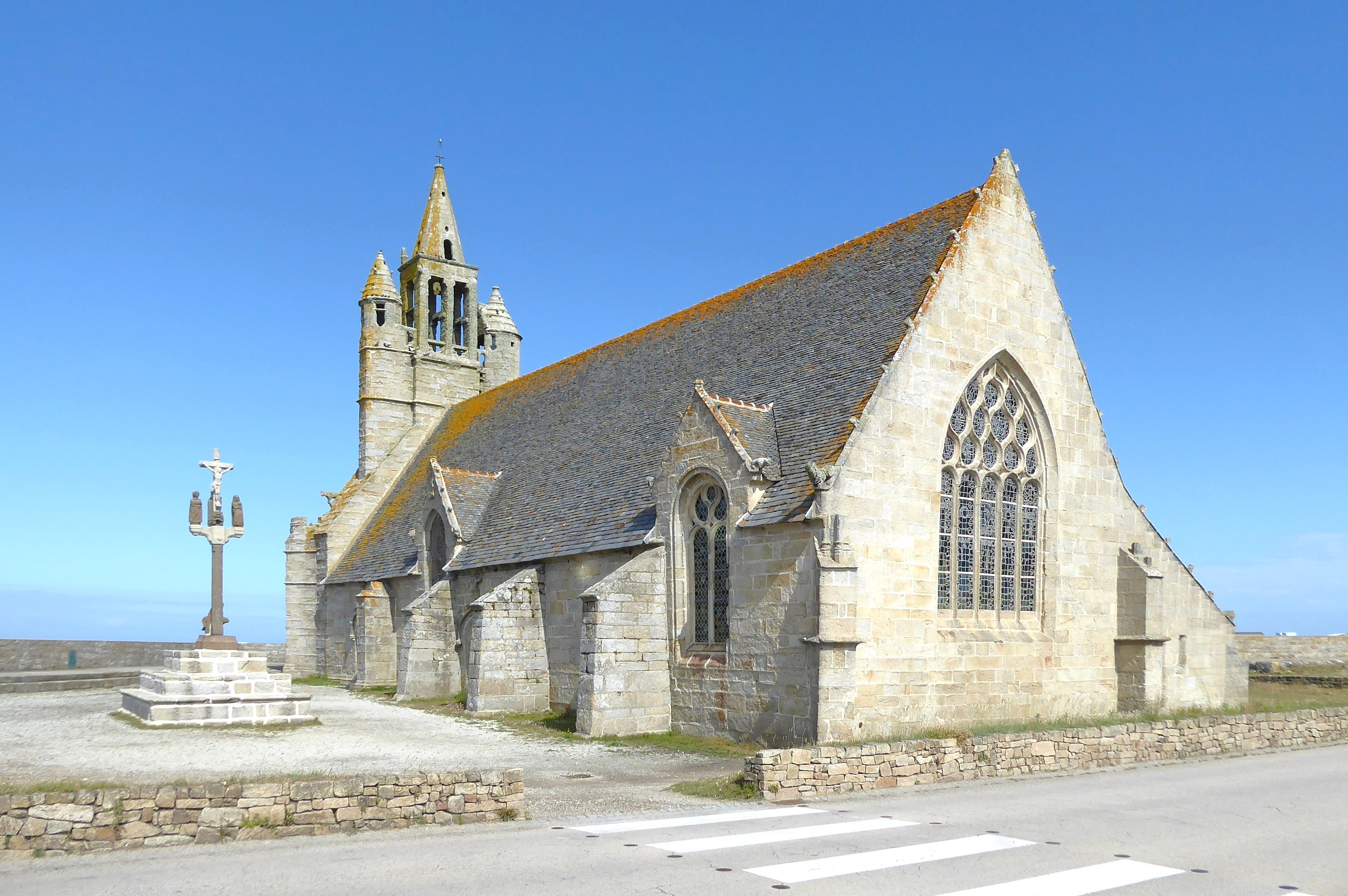
Le calvaire et la chapelle, vus du sud-est. À droite, la remise.

Selon le chevalier de Fréminville, le lieu serait un ancien site païen,. La chapelle Notre-Dame-de-la-Joie, ti ar Werc'hez er Joa en breton, est construite à la fin du XVe siècle,. Son nom est un témoignage de gratitude envers la Vierge : « Cette chapelle, protégée des fureurs de la mer, n'est pas empreinte de tristesse et de douleur, mais plutôt consacrée à la joie, aux remerciements. Joie des naufragés restés vivants, remerciements des autres épargnés par la mort et le naufrage. »
On édifie un mur pour protéger la chapelle des assauts de l'océan, mur que l'on doit refaire tous les 30 ans. C'est ainsi qu'en avril 1888, la mer passe par-dessus cet ouvrage et le brise en plusieurs endroits. Il est refait en novembre.
| - Porte sud-ouest. - Chimère du chevet. |

Ayant failli être vendue et déconsacrée en 1889, la chapelle est restaurée en 1890. En 1891, un ouragan emporte la partie nord-est du toit. Des réparations sont effectuées peu après. La remise est construite en 1895. Le mur de défense est abattu pendant la tempête du 4 au 6 décembre 1896. En 1897, il est sérieusement consolidé. Cette année-là et la suivante, on pose un dallage à l'ouest de la chapelle. En 1909, on restaure le lambris de la charpente. Le toit est entièrement rénové en 1998.
La chapelle fait l’objet d’un classement au titre des monuments historiques depuis le 7 février 1916.
Un billet de banque "Billet de 20 francs Pêcheur" a représenté un pêcheur de Concarneau, avec en arrière-plan la Ville close ; au verso il représentait la chapelle Notre-Dame-de-la-Joie et son calvaire ; il a été imprimé entre 1942 et 1950.

## Extérieur

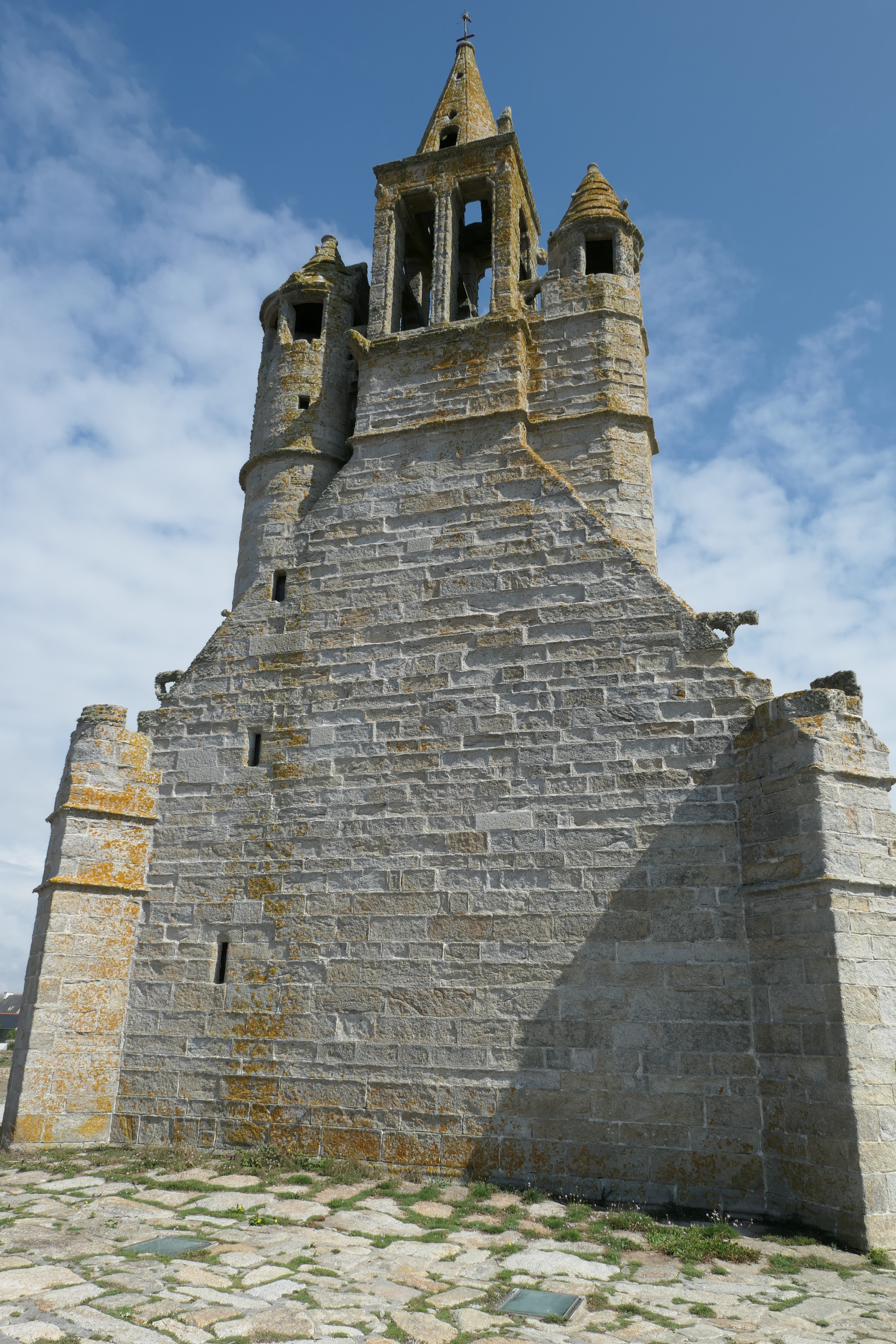
Le clocher-mur, à l'ouest.

L'édifice est de plan rectangulaire. Le chevet plat est percé d'une grande baie. Les rampants du gable du chevet et du pignon de la remise sont ornés de crochets et de deux chimères.
La façade sud présente deux baies et deux belles portes en accolade, avec fleurons et crochets. L'une de ces portes est obturée. Les contreforts du mur méridional sont imposants, car le terrain est instable.
Au nord, une petite porte toute simple livre accès à la chapelle, qui est flanquée d'une étroite et longue remise, à toit en appentis. On y accède par deux poternes percées dans les pignons. La bâtisse communique avec la chapelle. On y entrepose brancards et bannières de procession. Elle comporte une sacristie et une chambre. Sa cheminée permet de cuisiner, les jours de pardon.
L'épais pignon ouest, aveugle, faisant face à la mer, forme un clocher-mur. Il s'amortit en une pile qui s'élève au-dessus du niveau de faîte de la nef. Cette pile supporte un beffroi à deux baies jumelles, couronné d'une courte flèche. La pile est accostée de deux tourelles dissymétriques. Deux petites passerelles relient ces tourelles au beffroi. La tourelle du sud est polygonale. Celle du nord, cylindrique, est une tourelle d'escalier. Trois petites meurtrières superposées — les seules ouvertures de la façade ouest — éclairent l'escalier.

## Intérieur

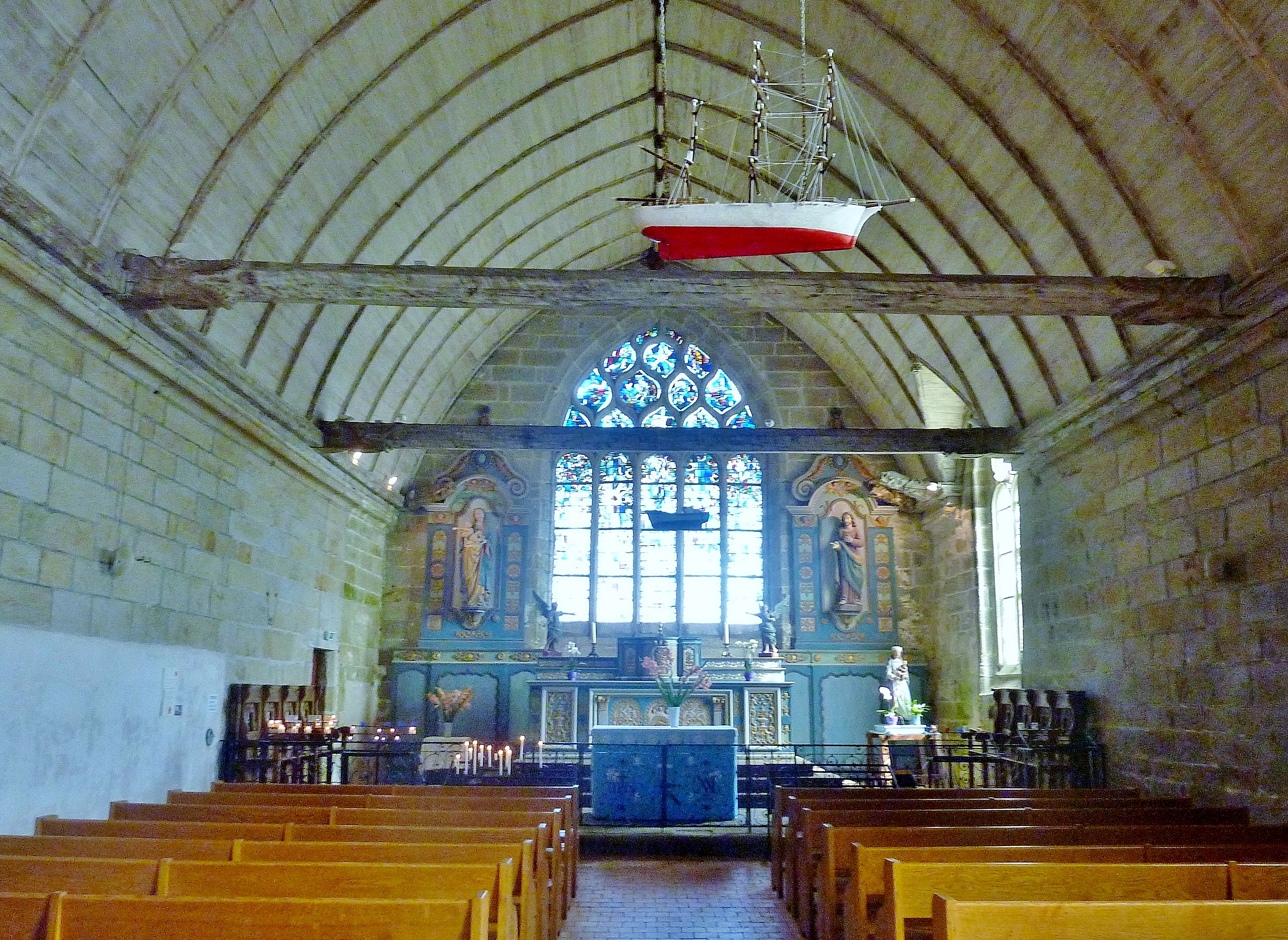
L'autel, le retable, la charpente lambrissée, les poutres à engoulants.

| - Blochet : marin pêcheur. - Sirène se coiffant, et engoulant. - Navire armé pour la pêche au thon. |

« L'autel, dit François Quiniou, est joliment ouvragé. » Le retable encadrant la maîtresse vitre est commandé le 15 février 1756 à Jean Le Bosser pour le chœur de l'église paroissiale Saint-Nonna. Il est transféré par la suite à Notre-Dame-de-la-Joie. La charpente en chêne forme une coque de bateau cabanée. Les poutres sculptées sont à engoulants. Les clefs de voûte et les sablières sont également sculptées. On remarque une sirène, ancienne figure de proue d'un navire.
Les marins prient Notre-Dame de la Joie de favoriser leur pêche, mais surtout de les protéger dans le mauvais temps. On voit, suspendus à la charpente ou posés contre les murs en témoignage de reconnaissance, des ex-voto, maquettes de navire réalisées par les marins,,.

### Trésor
- Statue de saint Méen
- Statue de saint Côme
- Statue de saint Damien
- Deux anges adorateurs
- Crucifix[3]

#### Mobilier classé
| - Crucifix. - Vierge à l'Enfant. - Trois-mâts, ex-voto no 5. |

- Six chandeliers d'autel en bois polychrome[16]
- Statue de la Vierge à l'Enfant[17]
- Statue de l'Immaculée Conception[18]
- Ex-voto no 1 : Saint José, maquette sous vitrine[19]
- Ex-voto no 2 : paquebot, maquette sous vitrine[20]
- Ex-voto no 3 : trois-mâts, maquette sous vitrine[21]
- Ex-voto no 4 : quatre-mâts, maquette sous vitrine[22]
- Ex-voto no 5 : trois-mâts, maquette[23]

## Calvaire

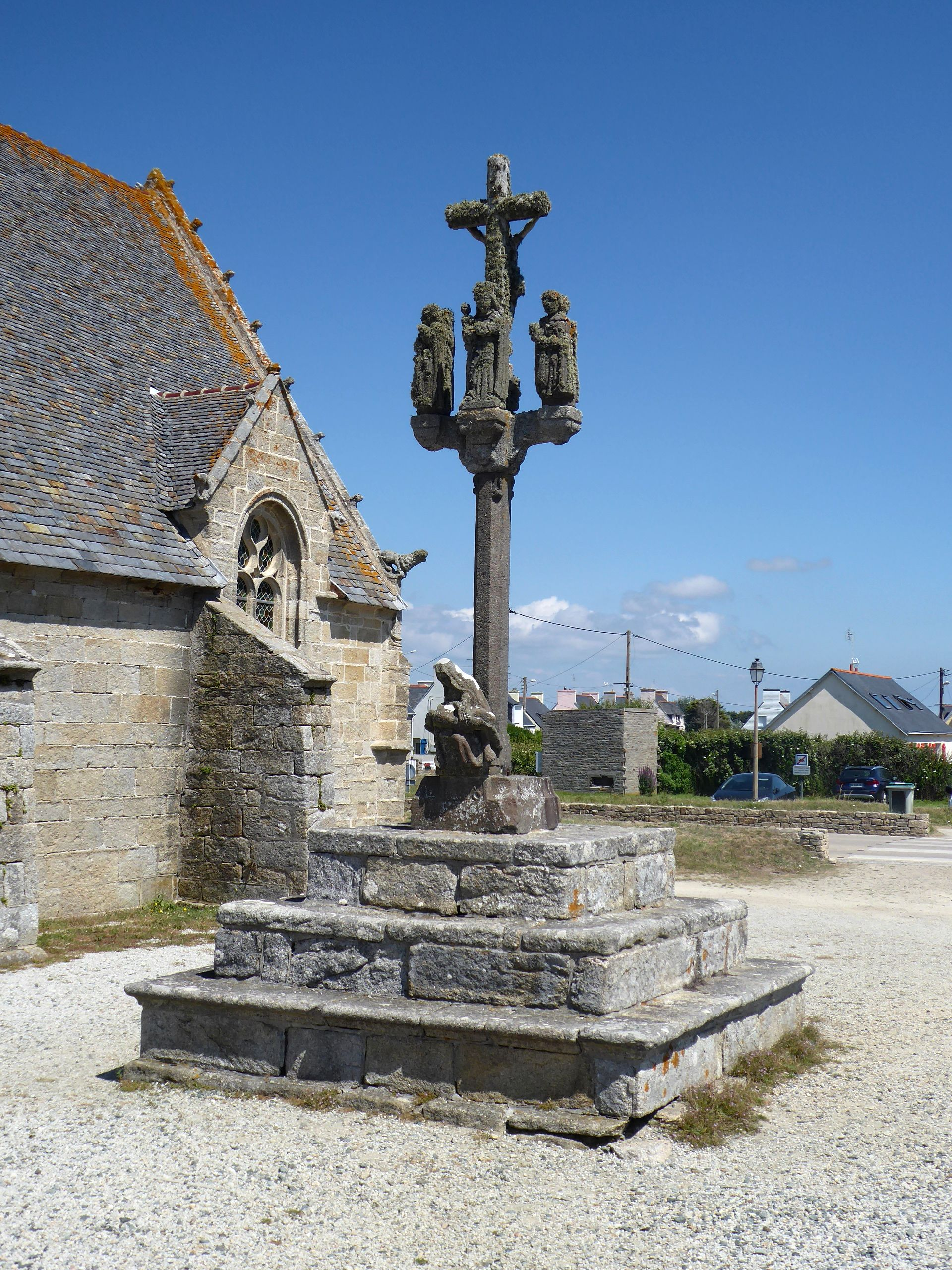
Le calvaire.

Tout près de la chapelle est érigé en 1588 un calvaire en granit local et en pierre de Kersanton. En haut de la colonne, trois personnages se tiennent au pied de la croix ou figure Jésus. Au bas de la colonne est assise Notre-Dame de Pitié. Le calvaire fait l'objet de trois restaurations, au XVIIIe siècle, au XXe et en 2020. Il est classé monument historique en même temps que la chapelle, le 7 février 1916.

## Pardon

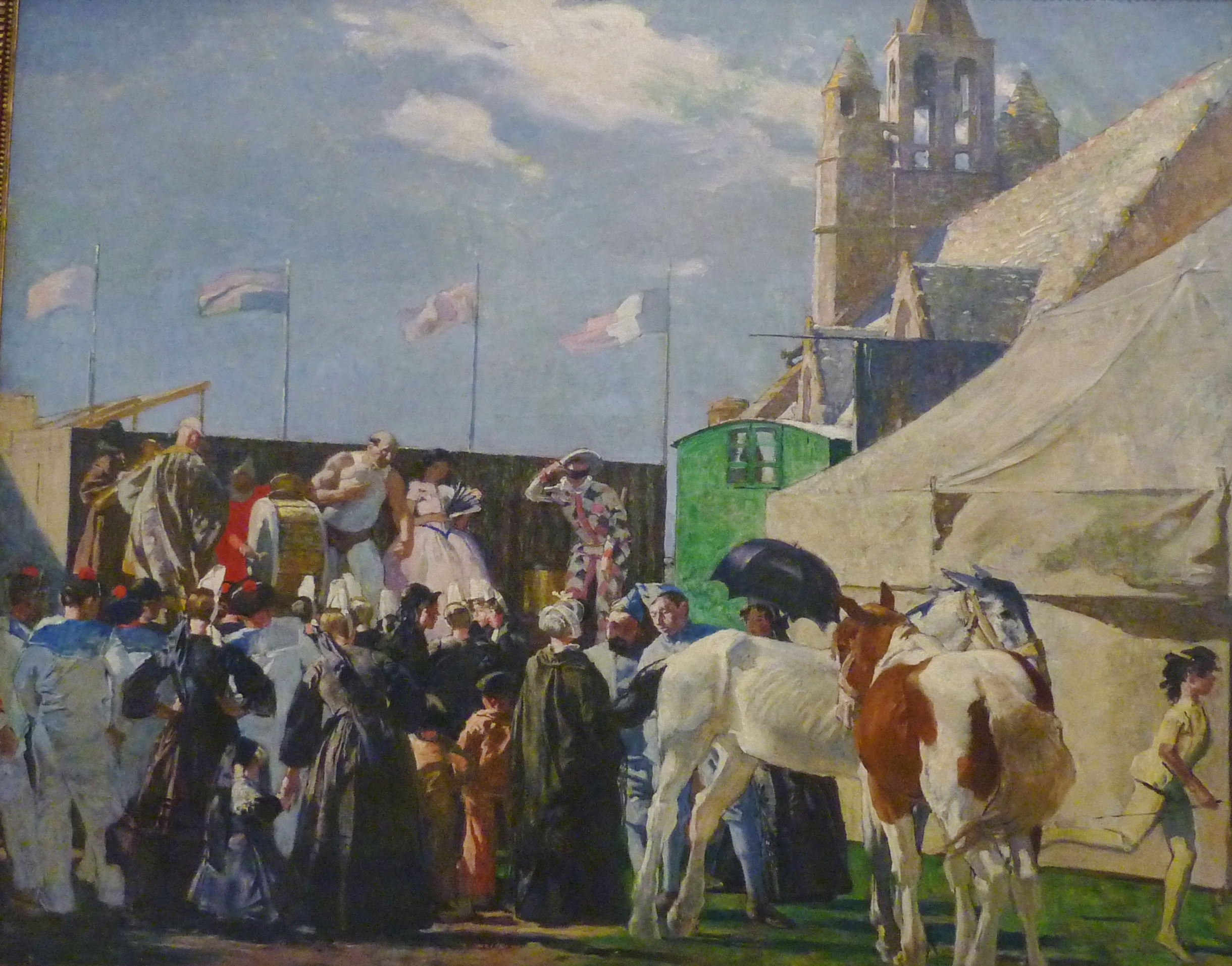
Lucien Simon, La Parade de cirque forain au pardon de Notre-Dame-de-la-Joie, 1919.

Le pardon de la Joie a lieu le 15 août, jour de l'Assomption. La bénédiction de la mer est suivie d'une procession, puis de la célébration de la messe. 
Entre la Première et la Seconde Guerre mondiale, le pardon est un des plus renommés du pays Bigouden. L'événement offre aux habitants l'occasion de revêtir leurs plus riches costumes brodés et la cérémonie est immortalisée par de nombreux peintres et photographes. Le journaliste Léon Toulemont témoigne, dans Le Progrès du Finistère du 27 août 1921 : « Voici, au milieu de cette richesse d'étoffes, quelques marins qui vont, un cierge dans la main, pieds nus, tête nue, la chemise dégrafée sur leurs poitrines robustes, accomplissant un vœu fait un jour de tempête. » À partir de 1920, la fête prend un caractère plus profane avec l'arrivée de manèges, de cirques et de cabanes de forains.
Le peintre Ernest Guérin a peint plusieurs tableaux représentant la chapelle et son pardon vers 1930-1940.

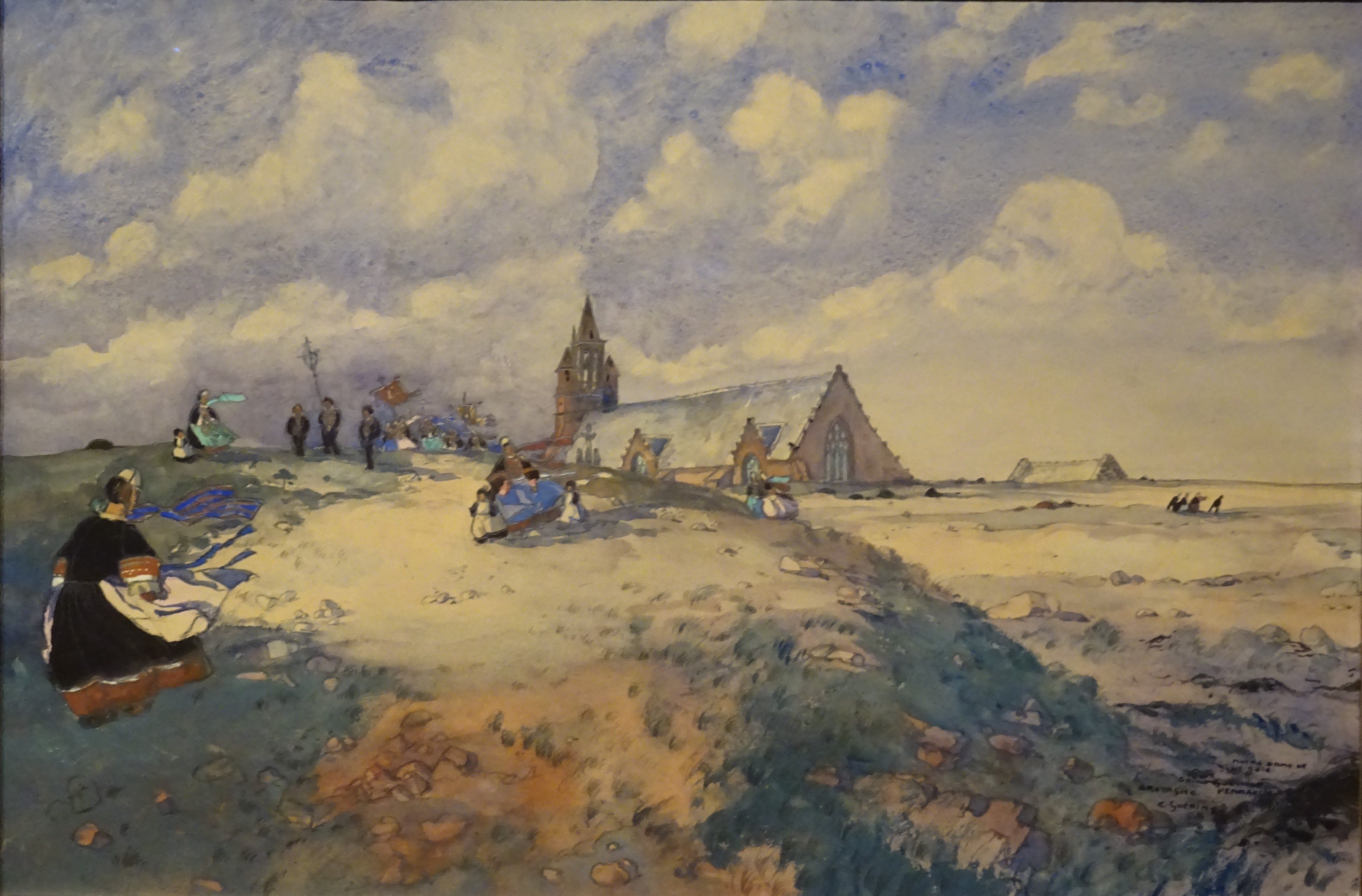
Ernest Guérin ː Notre-Dame de la Joie, Saint-Guénolé, Penmarc'h, Bretagne (mine de plomb et aquarelle sur papier, non daté).
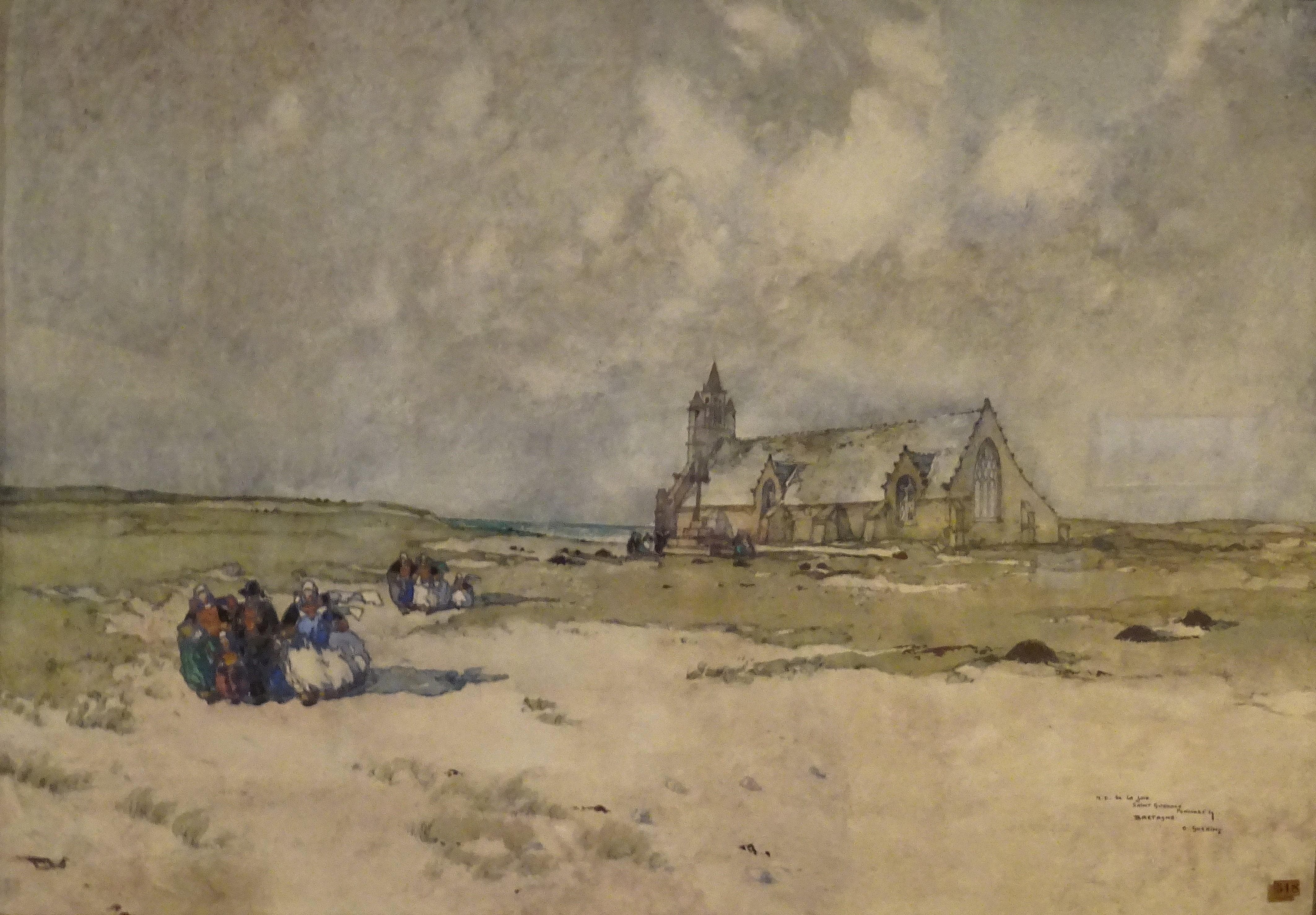
Ernest Guérin ː Notre-Dame de la Joie, Saint-Guénolé, Penmarc'h, Bretagne (mine de plomb, aquarelle et gouache sur papier, non daté).
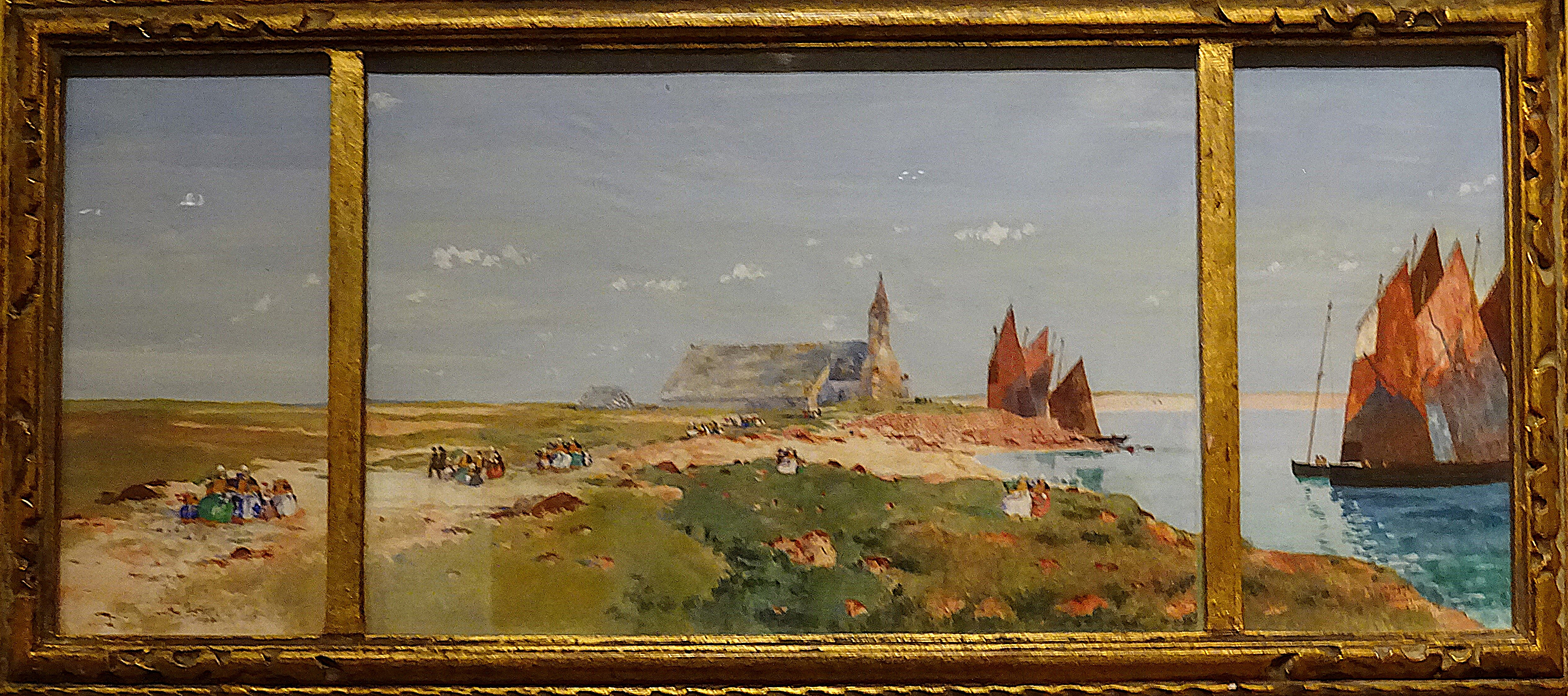
Ernest Guérin ː Notre-Dame de la Joie, Saint-Guénolé, Bretagne (aquarelle et gouache sur papier, non daté).
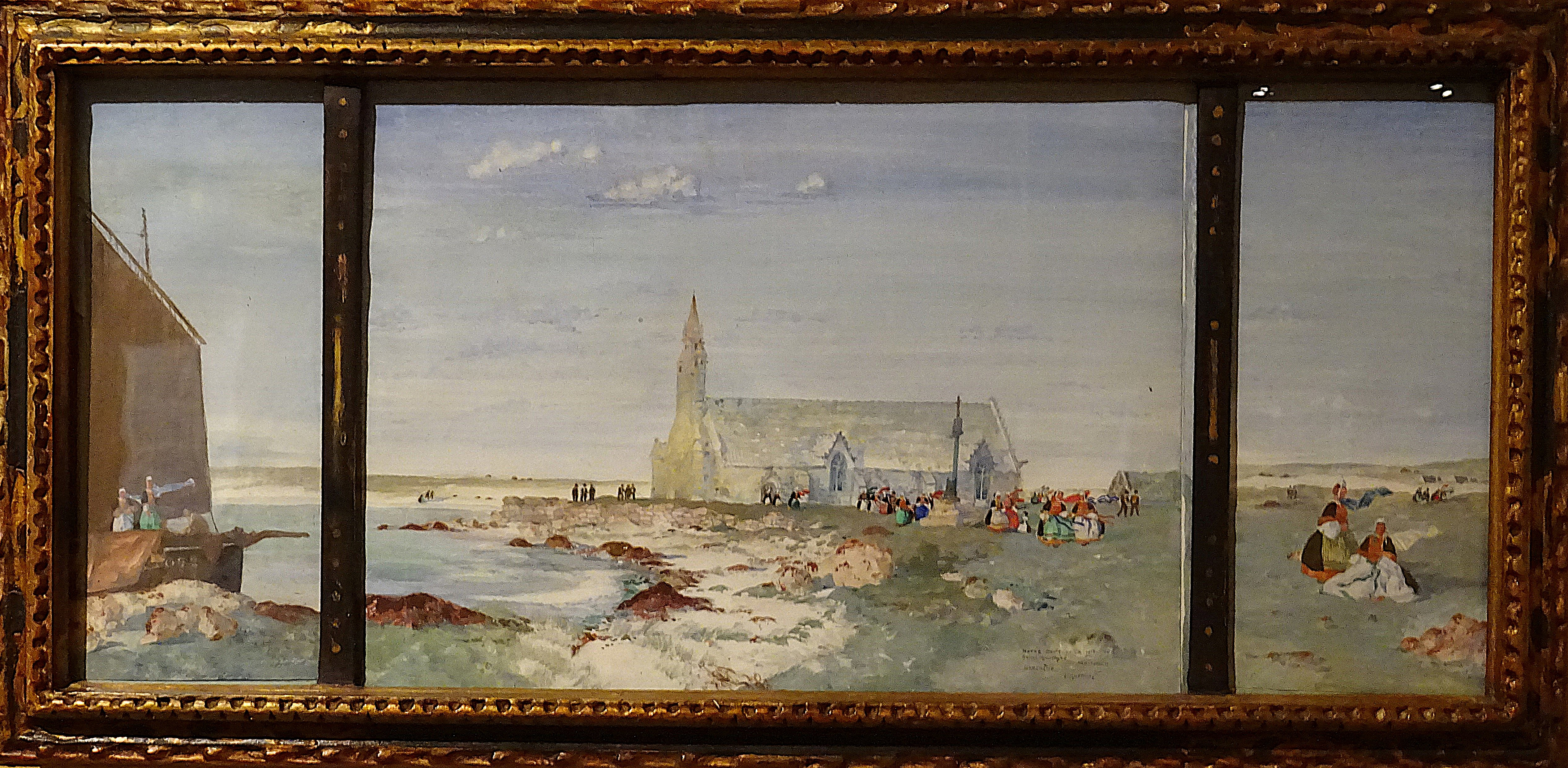
Ernest Guérin ː Notre-Dame de la Joie, Saint-Guénolé, Penmarc'h, Bretagne (aquarelle et gouache sur papier, non daté).
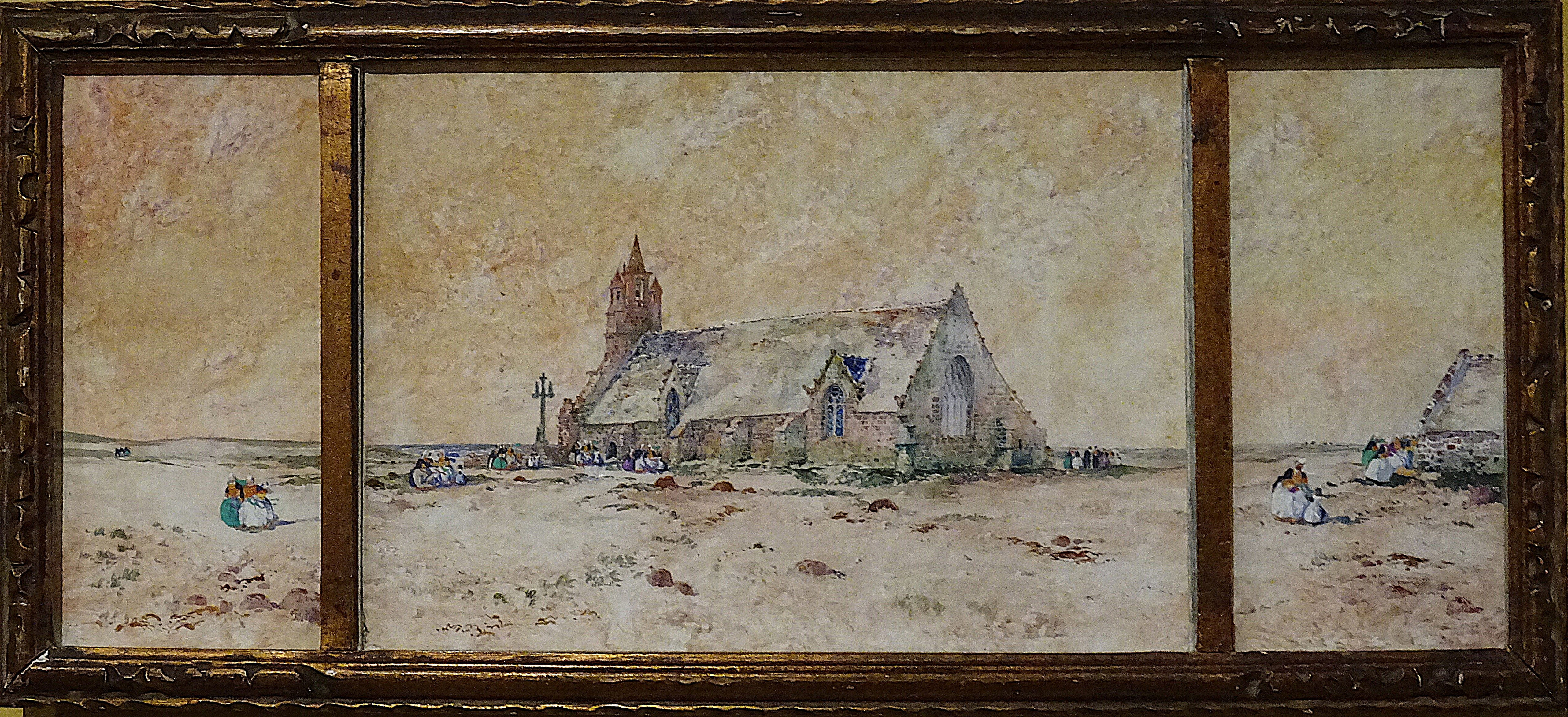
Ernest Guérin ː Fête à Notre-Dame de la Joie, Bretagne (aquarelle et gouache sur vélin, non daté).
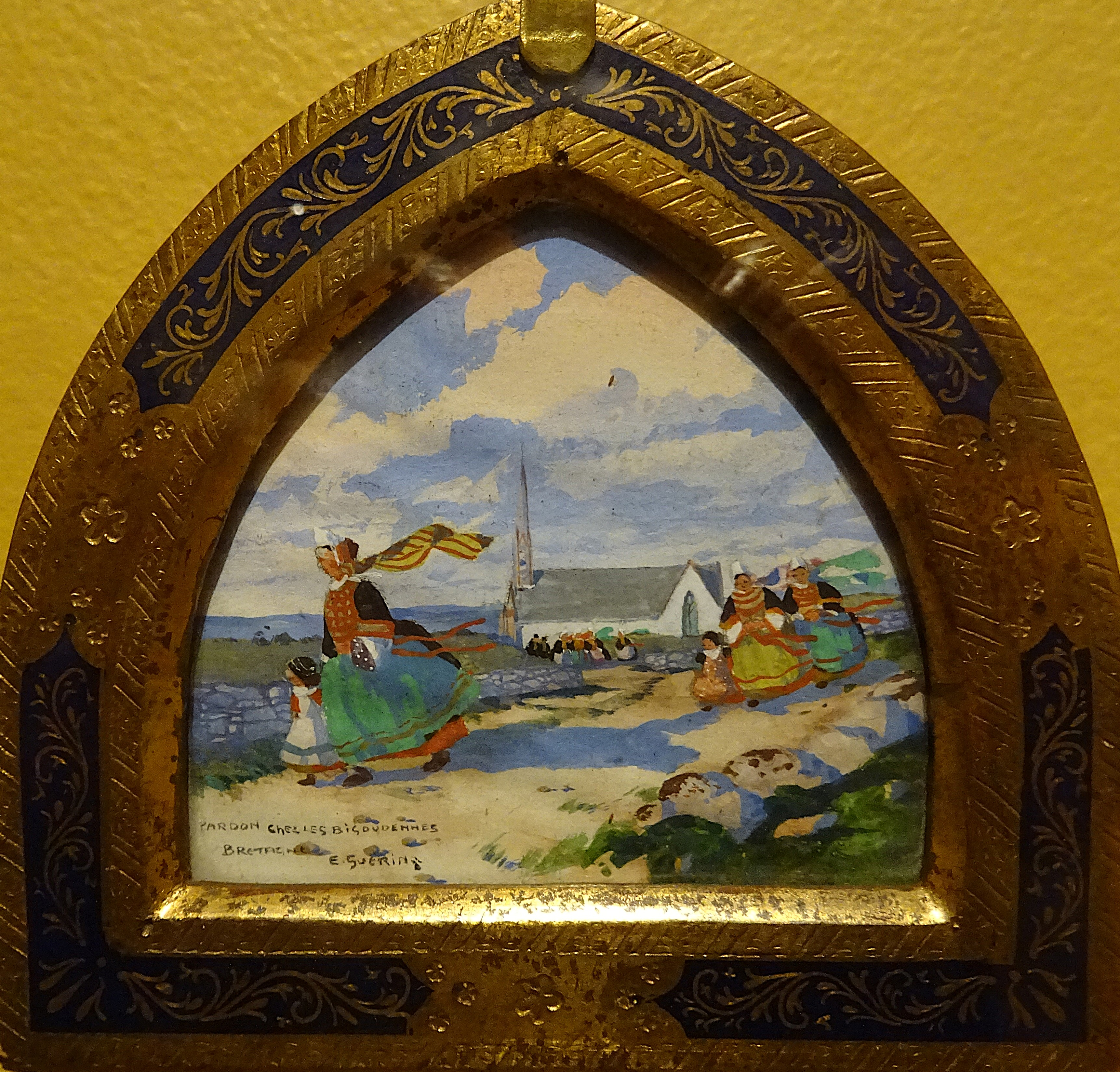
Ernest Guérin ː Pardon chez les Bigoudènes, Bretagne, entre 1930 et 1943 (aquarelle et gouache sur papier).

### Iconographie

#### Œuvres conservées en collections publiques, liste alphabétique d'auteur non exhaustive
- Ernest Guérin, Femmes accomplissant leurs vœux à Saint-Guénolé, aquarelle sur papier, 1912, Quimper, musée départemental breton[28].
- Jean-Julien Lemordant, Bretonnes sur la grève, aquarelle et gouache sur papier, musée des Beaux-Arts de Rennes.
- Mathurin Méheut, La Chapelle au calvaire[29].

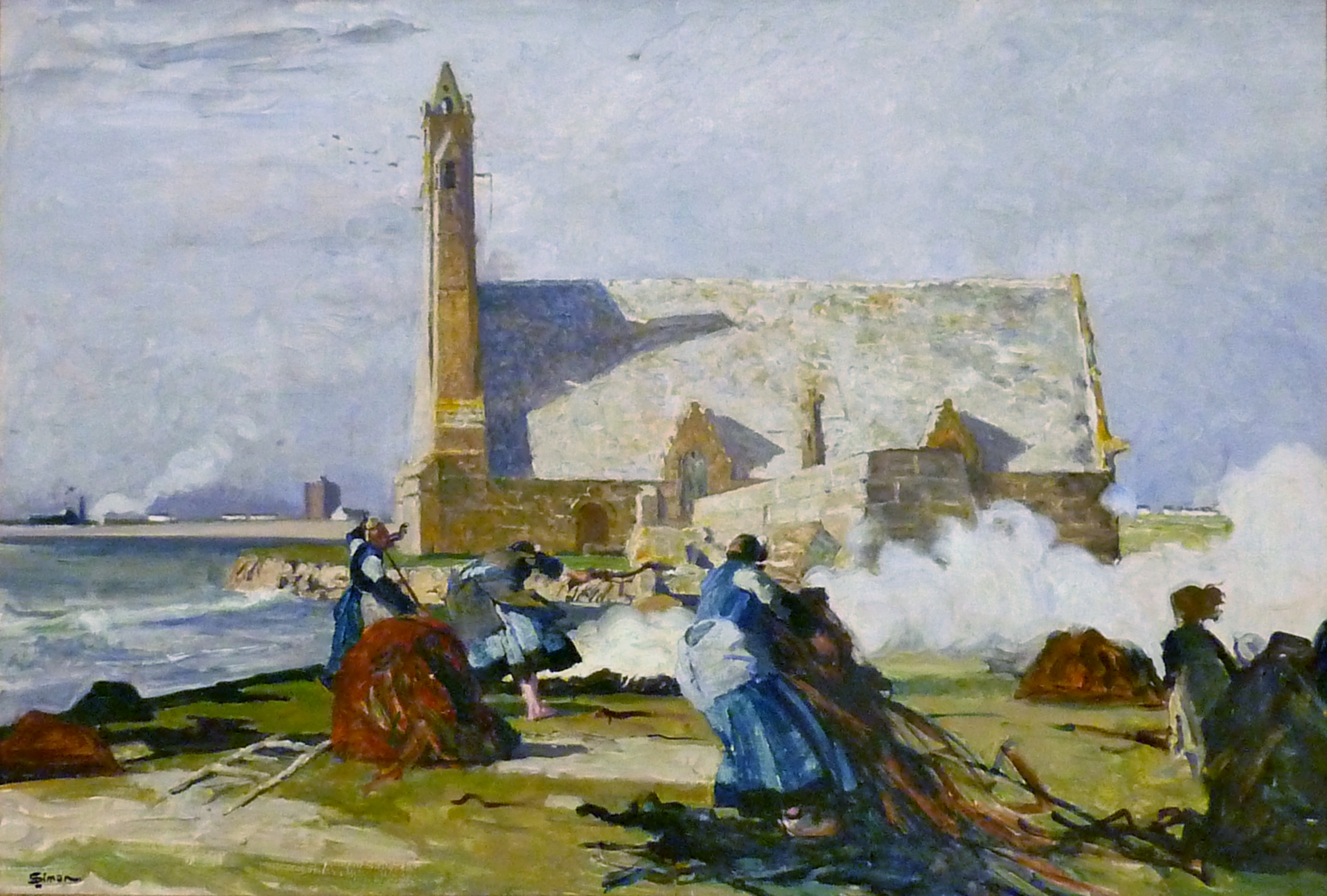
Lucien Simon, Le Brûlage du goémon devant la chapelle Notre-Dame-de-la-Joie à Penmarc’h, 1913.

- Victor-Joseph Roux-Champion, Vue de la chapelle Notre-Dame-de-la-Joie et son calvaire, 1910, estampe, musée national de Varsovie[30].
- Lucien Simon :
  - Procession à Penmarc'h, 1900, huile sur toile, Paris, musée d'Orsay ;
  - La Récolte des pommes de terre, 1907, huile sur toile, musée des Beaux-Arts de Quimper[31] ;
  - Le Brûlage du goémon devant la chapelle Notre-Dame-de-la-Joie à Penmarc’h, 1913, huile sur toile, musée des Beaux-Arts de Quimper[32] ;
  - La Parade de cirque forain au pardon de Notre-Dame-de-la-Joie, 1919, huile sur toile, musée des Beaux-Arts de Quimper.

#### Autres œuvres
- Ernest Guérin : Notre-Dame de la Joie, Saint-Guénolé, Penmarc'h, Bretagne (mine de plomb et aquarelle sur papier, non daté).
- Ernest Guérin : Notre-Dame de la Joie, Saint-Guénolé, Penmarc'h, Bretagne, triptyque à l'aquarelle, 48x110 cm.

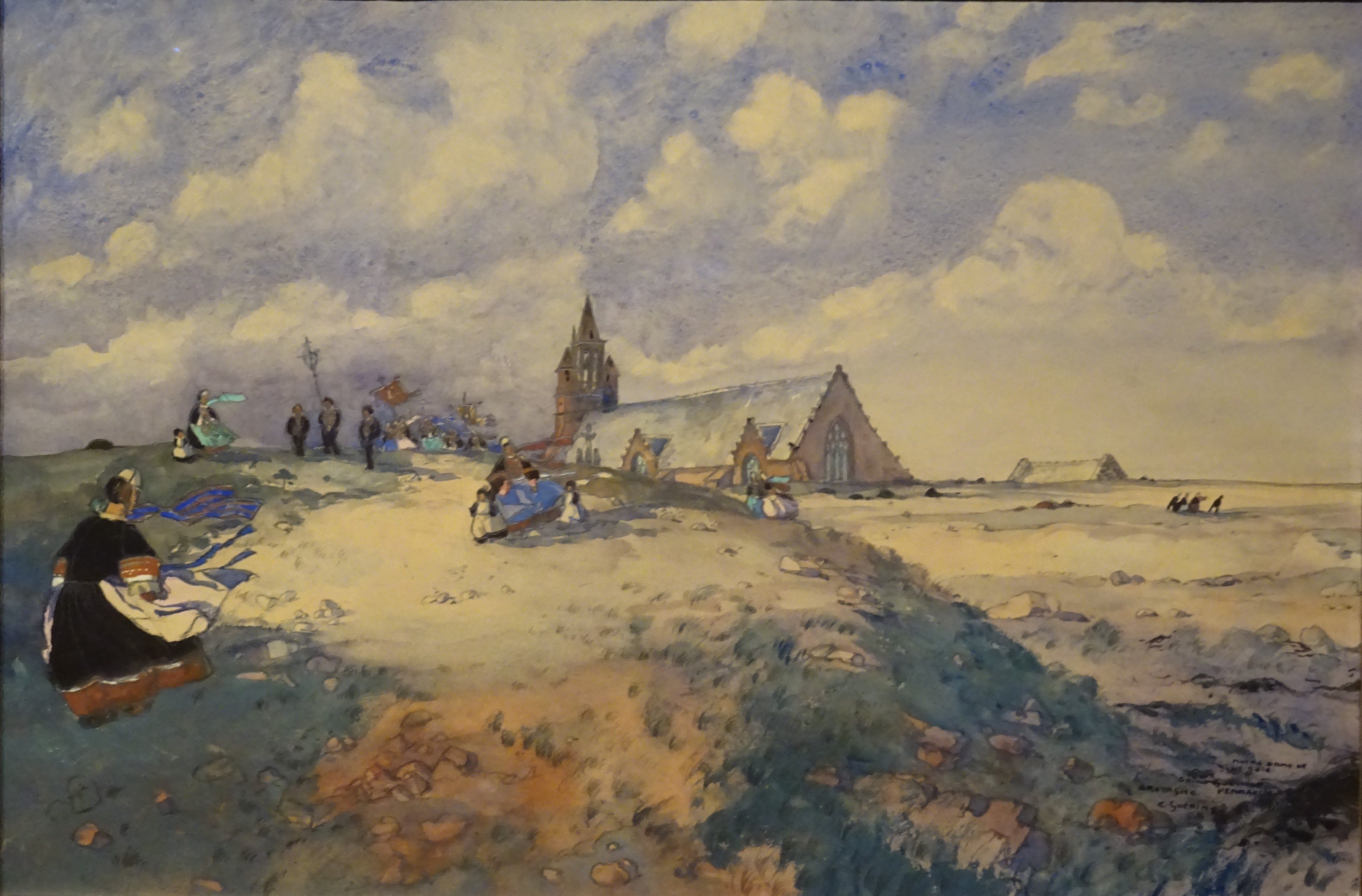
Ernest Guérin ː Notre-Dame de la Joie, Saint-Guénolé, Penmarc'h, Bretagne (mine de plomb et aquarelle sur papier, non daté).
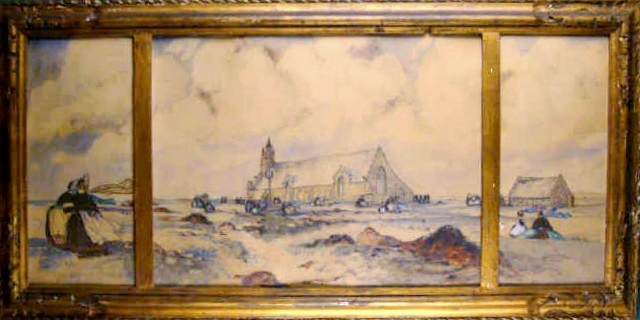
Ernest Guérin : Notre-Dame de la Joie, Saint-Guénolé, Penmarc'h, Bretagne.
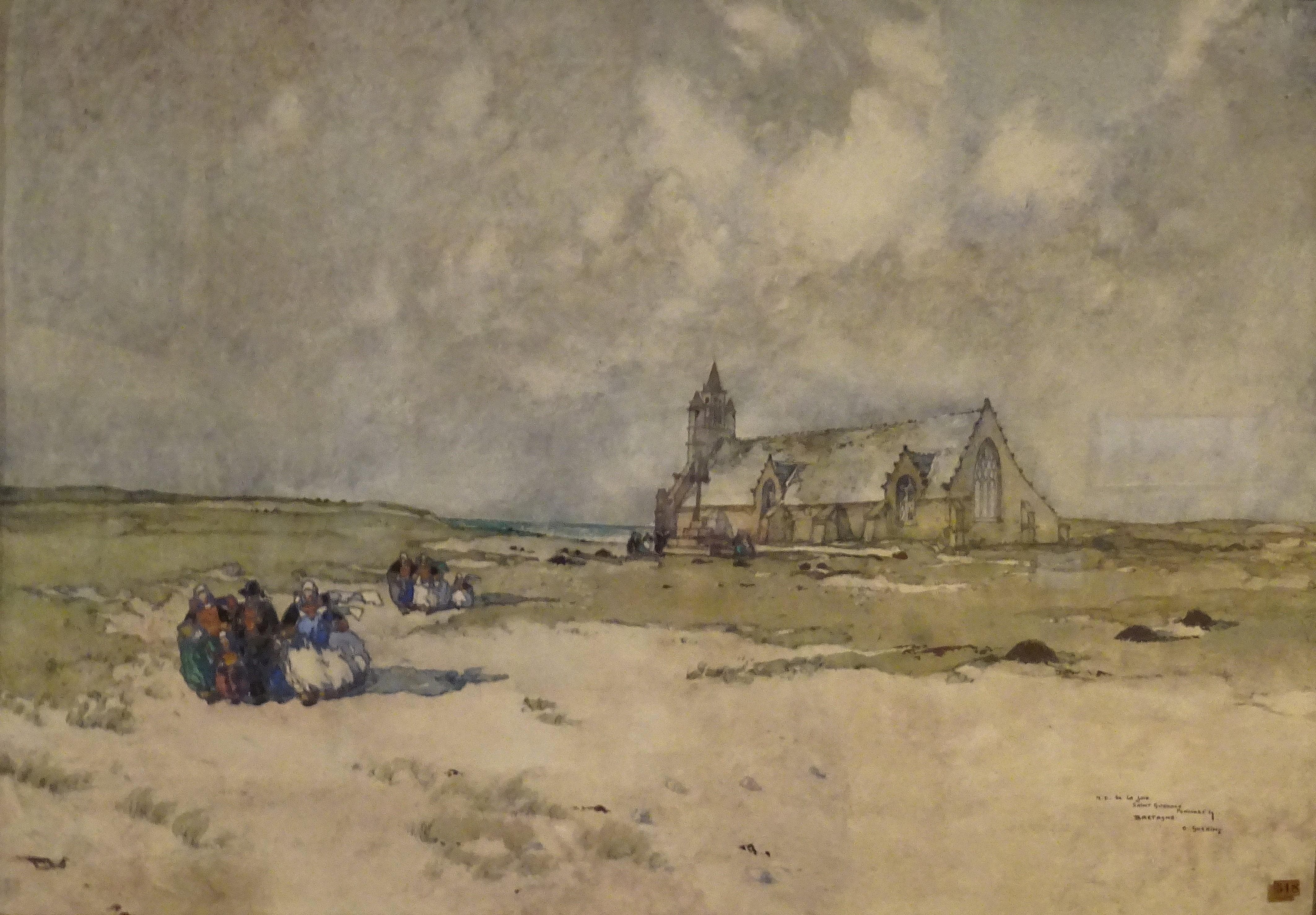
Ernest Guérin : Notre-Dame de la Joie, Saint-Guénolé, Penmarc'h, Bretagne (mine de plomb, aquarelle et gouache sur papier, non daté).